# Molo
Molo is een geslacht van vlinders van de familie dikkopjes (Hesperiidae), uit de onderfamilie Hesperiinae.

## Soorten
- M. calcarea (Schaus, 1902)
- M. mango (Guenée, 1865)
- M. menta Evans, 1955
- M. muzo Evans, 1955
- M. petra Evans, 1955
- M. stygia Evans, 1955
- M. visendus (Bell, 1942)